# ヴァージリオ・ゴンザレス
ヴァージリオ・"ヴィロ"・R・ゴンザレス（Virgilio "Villo" R. González, 1926年5月18日 - 2014年7月16日）は、キューバ出身の政治活動家、錠前技術者であり、1972年6月17日にウォーターゲート・コンプレックスの民主党全国委員会本部で逮捕された5人のうちの1人であった。彼が犯した侵入事件はウォーターゲート事件の引き金となり、その2年後にはアメリカ合衆国大統領リチャード・ニクソンの辞任に至った。

## 前半生
ゴンザレスはキューバ出身であった。彼は塗装工と理髪師であったと報じられており、1959年にフィデル・カストロがキューバを掌握した後に亡命したとされている、ゴンザレスはキューバ海軍将校フェリペ・ヴィダル・サンティアゴの専属運転手であった。

## 活動
マイアミに移ったゴンザレスは錠前屋として働いた。彼のその技術が高く評価されると、ニクソン政権の汚職工作を行う組織に雇われた。この組織はかつてCIAで「エドゥアルド」というコードネームで呼ばれていたエヴェレット・ハワード・ハントにより運営されていた。エウヘニオ・マルティネスによると、ハントはピッグス湾事件へ関与していたことで侵入グループ内で有名であった。

### ウォーターゲート事件への関与
錠前技師としての能力とマルティネスとのコネクションにより、ゴンザレスはウォーターゲートへの侵入団の一員として起用された。最初の侵入の試みは夜12時に実施されたが、これはゴンザレスが民主党事務所への侵入のための適切な道具を持ち込んでいなかったために失敗した。このため、ハントはゴンザレスにマイアミの店に戻って解錠に必要な道具を揃えさせた。その後一同は戻り、再度侵入を試みた。今度はゴンザレスは解錠に成功し、本部の3つの電話に盗聴器を仕掛け終えた。
その後一同はさらなる侵入と、民主党の書類1440枚の撮影、前回仕掛けた盗聴器の回収を求められた。ゴンザレスは以前にも錠前を破ったことから、今回は問題なく成功した。一同は3つの盗聴テープのうち1つが無くなっていることに気づいたが、書類は続行した。その直後に一同は発見され、逮捕された。ゴンザレスは罪を認め、13か月の服役生活を送った。

## ウォーターゲート事件後
服役後、ゴンザレスはウォーターゲート事件に関して取材を受けることを嫌っていたと報じられている。2012年時点で彼は後妻と共にマイアミに住んでいると報じられていた。ゴンザレスは錠前屋をやめた後に整備工場の経営に移り、幸せかという問いに「もちろんさ、私はまだ生きているよ」と応えていた。彼は2014年7月16日にマイアミで88歳で亡くなった。

## ポップカルチャーでの描写
ゴンザレスはウォーターゲート事件を描いた1976年の映画『大統領の陰謀』においてはネイト・エスフォルメスにより演じられた。